# Глукозни сируп
Глукозни сируп, познат и као посластичарска глукоза, сировина је која се користи у прехрамбеној индустрији и сврстава се у хидролизате скроба, или скробне сирупе.
Глукозни сируп је прочишћени водени раствор нутритивних сахарида који се добија из јестивог скроба и има декстрозни еквивалент већи од 20.
Према конзистенцији, глукозни сируп је вискозна, љепљива течност слаткастог укуса. Глукоза је шећер.
За производњу глукозног сирупа користе се скробне грануле које се екстрахују из биљних сировина (најчешће су то кукуруз, кромпир и пшеница, а рјеђе јечам, пиринач и тапиокаp. 21 Оне се затим третирају с киселинама (кисела хидролиза) и/или микробним ензимима (ензимска хидролиза) да би се добио слатки сируп који се потом пречишћава од нечистоћа и згушњава до жељене концентрације. Код ензимске хидролитичке разградње се користе искључиво ензими из плијесни Aspergillus oryzae и Aspergillus niger.
У европским државама се за производњу глукозног сирупа користи кромпиров и пшенични скроб, док се у САД користи скроб из кукуруза те се тамо назива „кукурузни сируп” (енгл. corn syrup), али су практично иста ствар, само је другачија почетна сировина.
Хидролизати скроба се међусобно разликују по степену разградње скроба који се означава декстрозним (глукозним) еквивалентом (DЕ), по средњем степену полимеризације и по средњој молекулској маси. Тако се, на примјер, за индустријску ферментацију хране користи глукозни сируп који садржи преко 90% глукозе , а сирупи за кондиторску индустрију садрже од 10 до 43% глукозе, малтозу и више олигосахариде.
Претварањем дијела глукозе из кукурузног сирупа у фруктозу (коришћењем ензимских процеса) може се добити слађи производ, високофруктозни кукурузни сируп.
Интерес за хидролизате скроба порастао је посљедњих десетљећа када су они дјелимично или потпуно почели замјењивати шећер у разним прехрамбеним производима: најчешће се користе глукозни и глукозно-фруктозни сирупи.
Глукозни сируп се примјењује у производњи сладоледа, дјечје хране, напитака (као замјена за конзумни шећер у газираним пићима), сокова, воћних јогурта, заслађивача, житарица за доручак, готових супа, за конзервирање воћа и поврћа; у пекарској индустрији је нашао примјену у производни пецива и грицкалица; у кондиторској индустрији се користи за слаткише, кекс и слично. Такође се користи за производњу прехрамбених адитива као што су сорбитол, ксилитол, манитол, карамел, аскорбинска киселина (витамин Ц) и млијечна киселина. (2)
Глукозни сирупи се могу приредити с различитим карактеристикама, тако да покривају захтјеве за заслађивањем прехрамбених производа, али имају и додатне функције: омекшавање текстуре, стабилност боје, појачање укуса и повећање запремине. Незаобилазна је и њихова економска компонента: јефтинији су од конзумног шећера (сахарозе).

## Историја производње
Производња скробних хидролизата започела је прије више од 200 година, тачније 1811, када је руски хемичар Константин Сигизмундович Кирхгоф открио да се кромпиров скроб на повишеној температури у присуству сумпорне киселине претвара у слатке кристале и вискозни сируп. Неколико година касније открио је исти процес и код јечменог скроба.
Скроб се састоји од дугачких ланаца у којима су нанизани молекули глукозе. Киселине, као и биљни, животињски и микробни ензими, разбијају скробне ланце ослобађајући притом глукозу (али и веће дисахариде, трисахариде, олигосахариде). Молекул глукозе заслађује раствор, а дијелови глукозних ланаца дају вискозну конзистенцију.
У САД се хидролитичка разградња користила за производњу скробног сирупа из кромпира већ 40-тих година 19. вијека, а производња скробног сирупа из кукуруза започела је двије деценије касније. Хидролитички ензими су примјену пронашли 60-тих година прошлог стољећа и њихова је употреба у порасту.

## Врсте
Зависно од методе која се користи за хидролизу скроба и о степену у којем је дозвољена реакција хидролизе, производе се различите врсте глукозног сирупа, које имају различите карактеристике и употребу. Сирупи су широко категорисани према декстрозном еквиваленту (ДЕ). Што даље траје процес хидролизе, то се ствара више редукујућих шећера и виши је ДЕ. У зависности од процеса који се користи, глукозни сирупи са различитим саставом и, према томе, са различитим технолошким својствима, могу имати исти ДЕ.

### Посластичарски сируп
Оригинални глукозни сирупи се производио киселом хидролизом кукурузног скроба при високој температури и притиску. Типични производ је имао ДЕ од 42, али квалитет је био променљив због потешкоћа у контроли реакције. Сирупи са вишим ДЕ направљени киселом хидролизом имају горки укус и тамну боју, усљед производње хидроксиметилфурфурала и других нуспродуката. Ова врста сирупа се сада производи поступком непрекидног претварања и још увијек се широко користи због ниске цијене киселе хидролизе. Састав шећера посластичарског сирупа такође се може опонашати ензимском хидролизом. Типични посластичарски сируп садржи 19% глукозе, 14% малтозе, 11% малтотриозе и 56% угљених хидрата више молекулске масе. Типични 42 ДЕ сируп упола је слађи од шећера, и повећање ДЕ доводи до повећане слаткоће. Тако, на примјер, 63 ДЕ сируп има око 70%, а чиста декстроза (100 ДЕ) око 80% слаткоће шећера.

### Високо-малтозни глукозни сируп
Коришћењем β-амилазе или гљивичне α-амилазе, могу се добити глукозни сирупи који садрже преко 50% малтозе, или чак преко 70% малтозе (екстра-високо-малтозни сируп). Ово је могуће зато што ови ензими одстрањују двије јединице глукозе (тј. један молекул малтозе) са краја молекула скроба. Високо-малтозни глукозни сируп има велику предност у производњи тврдих слаткиша: на датом нивоу влаге и на датој температури раствор малтозе има нижи [вискозитет] него раствор глукозе, али ће и даље бити тврд производ. Малтоза је такође слабији хумектант (састојак који задржава влагу и тако одржава свјежину хране) него глукоза, тако да бомбоне произведене са високо-малтозним сирупом неће постати љепљиве тако лако као бомбоне произведене стандардним глукозним сирупом.

## Употреба
Глукозни сируп се у индустријски припремљеној храни користи као згушњивач, заслађивач и хумектант. Такође има широку употребу у производњи бомбона.
У Сједињеним Државама домаћи кукурузни сируп и високофруктозни кукурузни сируп (HFCS) често се користе у индустријски прерађеној храни, бомбонама, безалкохолним пићима и воћним напицима ради повећања зараде, јер су и до три пута јефтинији од обичног шећера — сахарозе.
Глукозни сируп био је основни заслађивач добијен из кукуруза у САД прије отпочињања производње високофруктозног кукурузног сирупа (HFCS). HFCS је варијанта у којој се други ензими користе за претварање дијела глукозе у фруктозу. Тако добијени сируп је слађи и растворљивији. Кукурузни сируп доступан је и као малопродајни производ.